# L’Abergement-Clémenciat
L’Abergement-Clémenciat – miejscowość i gmina we Francji, w regionie Owernia-Rodan-Alpy, w departamencie Ain.

## Demografia
Według danych na rok 2020 gminę zamieszkiwało 821 osób, a gęstość zaludnienia wynosiła 51,5 osób/km².